# Профілін-1
Профілін-1 (англ. Profilin 1) – білок, який кодується геном PFN1, розташованим у людей на короткому плечі 17-ї хромосоми. Довжина поліпептидного ланцюга білка становить 140 амінокислот, а молекулярна маса — 15 054.
| 10         |  | 20         |  | 30         |  | 40         |  | 50         |
| ---------- |  | ---------- |  | ---------- |  | ---------- |  | ---------- |
| MAGWNAYIDN |  | LMADGTCQDA |  | AIVGYKDSPS |  | VWAAVPGKTF |  | VNITPAEVGV |
| LVGKDRSSFY |  | VNGLTLGGQK |  | CSVIRDSLLQ |  | DGEFSMDLRT |  | KSTGGAPTFN |
| VTVTKTDKTL |  | VLLMGKEGVH |  | GGLINKKCYE |  | MASHLRRSQY |  |            |

A: Аланін

C: Цистеїн

D: Аспарагінова кислота

E: Глутамінова кислота

F: Фенілаланін

G: Гліцин

H: Гістидин

I: Ізолейцин

K: Лізин

L: Лейцин

M: Метіонін

N: Аспарагін

P: Пролін

Q: Глутамін

R: Аргінін

S: Серин

T: Треонін

V: Валін

W: Триптофан

Білок має сайт для зв'язування з молекулою актину. 
Локалізований у цитоплазмі, цитоскелеті.